# Araneus appendiculatus
Araneus appendiculatus är en spindelart som först beskrevs av Władysław Taczanowski 1873.  Araneus appendiculatus ingår i släktet Araneus och familjen hjulspindlar.
Artens utbredningsområde är Franska Guyana. Inga underarter finns listade i Catalogue of Life.